# Victor Joseph Dewora
 (décembre 2015).
Victor Joseph Dewora est un pédagogue allemand né le 21 juin 1774 à Hadamar et mort à Trèves le 3 mars 1837. Il est l’auteur de plus de 50 ouvrages scolaires et pédagogiques.

## Biographie
Fils de Peter Paul Dewora, fabricant de tissu et échevin à Hadamar, et de Maria Anna Thekla, n"é en 1774 à Hadamar, Victor Joseph Dewora est formé par son oncle Franz Clar, ex-Jésuite. Il étudie la théologie à Coblence, Trèves, Mayence et Wurtzbourg. Il conclut ensuite par des séminaires à Fulda, où il est ordonné prêtre par le prince-évêque Adalbert III (de) le 23 septembre 1797. Après être devenu précepteur et vicaire, il est nommé en 1808 curé de la paroisse de Saint-Matthias de Trèves par l’évêque Charles Mannay,.
En 1810, il crée à son presbytère une école privée, première de l'arrondissement de Trèves destinée à la formation des futurs enseignants. Les maîtres chrétiens y dispensent un enseignement élémentaire et une éducation morale. Le premier examen public s'y déroule en 1811, à la suite duquel Dewora reçoit un soutien financier annuel des autorités. Le presbytère accueille des soldats blessés et mourants après la bataille de Hanau en 1813 et l'enseignement y est momentanément interrompu. L'école est reconnue école normale officielle en 1816, et il en reste le directeur jusqu’en 1824. Il est alors nommé chanoine titulaire, puis conseiller de l’évêché en 1826 et doyen et curé de la cathédrale en 1827. Il meurt à Trèves le 3 mars 1837.
Dewora a mis en œuvre plus modestement dans le diocèse de Trèves un projet similaire à celui de Bernhard Heinrich Overberg dans celui de Munster. Il s'est inspiré des méthodes d'apprentissage du pédagogue suisse Pestalozzi, auteur d'une méthode pédagogique de lecture et d’écriture. L'œuvre, constituée de plus de 50 manuels scolaires et ouvrages pédagogiques, est marquée par l'aspect moral et religieux de l'éducation.

## Publications
Cette liste est non exhaustive et reprend uniquement les publications principales de l'auteur.
- (de) Büchlein über gleich- und ähnlich lautende Wörter (1817)
- Fibel in zwei Cursen (1819)
- Hülfsbuch zu Begriffserklärungen in Elementarschulen (1820)
- Anleitung zur Rechenkunst (1821)
- Abhandlung über Lehre und Strafe in der Schule (1821)
- Tugendblüthen, ein Lesebuch für kleine Mädchen (1833)
- Die Macht des Gewissens in Erzählungen für die Jugend (1833)